# 아나스타시야 고로드코
아나스타시야 안드레예브나 고로드코(러시아어: Анастаси́я Андре́евна Городко, 2005년 5월 14일~)는 카자흐스탄의 프리스타일 스키 선수로 주 종목은 모굴이다. 2022년 동계 올림픽 모굴 종목에 참가했고 세계 선수권 대회에서 동메달 2개를 획득했다.